# Carlo Noè (ingegnere)
Carlo Giuseppe Noè (Bozzole Monferrato, 5 settembre 1812 – Torino, 6 ottobre 1873) è stato un ingegnere idraulico italiano.

## Biografia
Nacque il 5 settembre 1812 a Bozzole Monferrato, in provincia di Alessandria, da Giuseppe e Teresa Mariani.
Nel 1835 si laureò in ingegneria idraulica alla Scuola di Applicazione per Ingegneri di Torino (ora Politecnico).
Si ha notizia almeno di un figlio, Luigi.
Nel 1837 era assistente dell'ispettore Clerico presso l'Ufficio Tecnico di Cigliano, di cui divenne ispettore ingegnere capo nel 1841, su nomina diretta di re Carlo Alberto. In tale veste fu incaricato della progettazione dell'ampliamento del canale di Cigliano (dal 1887 noto come canale Depretis).
Del paese di Cigliano fu inoltre vicesindaco dal 1848 al 1852.
Agli anni '50 dell'Ottocento risalgono diversi investimenti in ambito minerario: nel dicembre 1852 acquistò all'asta le miniere di rame e oro di Alagna, Scopello e Riva (alta Valsesia, a quel tempo nella provincia di Varallo) coi relativi impianti; nel 1855 scoprì un giacimento di grafite nel territorio di Coggiola (Biella), per in quale chiese la concessione di sfruttamento.
Sempre in qualità di ispettore ingegnere capo presso l'Ufficio Tecnico di Cigliano, dal 1853 svolse, assieme all'ingegner Epifanio Fagnani e per conto del Ministero delle Finanze, livellazioni e studi per concretizzare l'idea dell'agrimensore Francesco Rossi di derivare un canale dal Po.

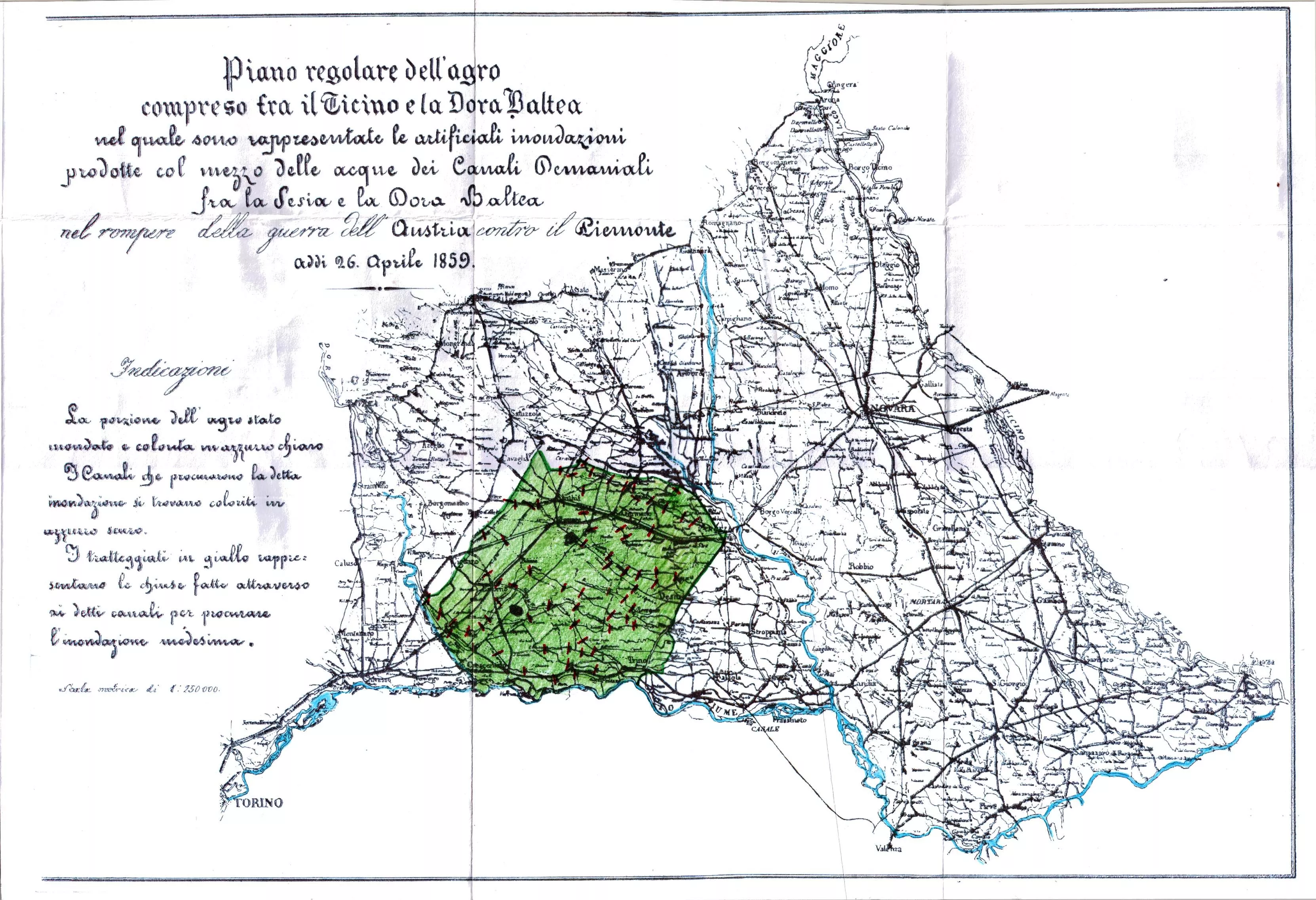
Agro vercellese allagato, ad opera di Carlo Noè, nel 1859

A lui si deve l'idea di sfruttare le acque dei canali vercellesi per bloccare l'avanzata austriaca verso Torino, all'inizio della seconda guerra di indipendenza: tra il 25 ed il 29 aprile 1859 provocò l'allagamento dell'intero territorio tra la Dora Baltea e la Sesia, facendo sbarrare i canali d'Ivrea, di Cigliano e del Rotto.
Nel 1861, con decreto reale, fu incluso nella commissione incaricata di studiare le opere di bonifica necessarie per la Maremma toscana e la Sardegna. I risultati degli studi giunsero due anni dopo, nel 1863, quando Noè figurava segretario della commissione.
Nel 1862 fu assunto dalla Compagnia Generale dei Canali d'Irrigazione Italiani - Canali Cavour, appena istituita, per la quale progettò e diresse i lavori di costruzione del canale, che furono completati tra il 1863 e il 1866.
Dal 1867 si ritirò a vita privata.
Morì a Torino il 6 ottobre 1873 e fu sepolto a Valenza, nella cappella Annibaldi-Comolli-Noè, ove fu posta una lapide con la seguente iscrizione:

## Opere
- Delle artificiali inondazioni fra la Sesia e la Dora Baltea prodotte colle acque dei canali demaniali, con strategico intendimento, nel rompersi guerra dall'Austria contro il Piemonte, sul finire dell'aprile 1859[13]
- Rapporto letto nella seduta del dì 17 marzo 1863 intorno la parte tecnica del bonificamento delle Maremme Toscane[14]

## Onorificenze
Nel 1859 fu insignito della Croce di Ufficiale dell'Ufficio d'Arte di Torino.
Nel 1861 fu nominato socio onorario corrispondente dell'Accademia dei Georgofili di Firenze.

## Riconoscimenti

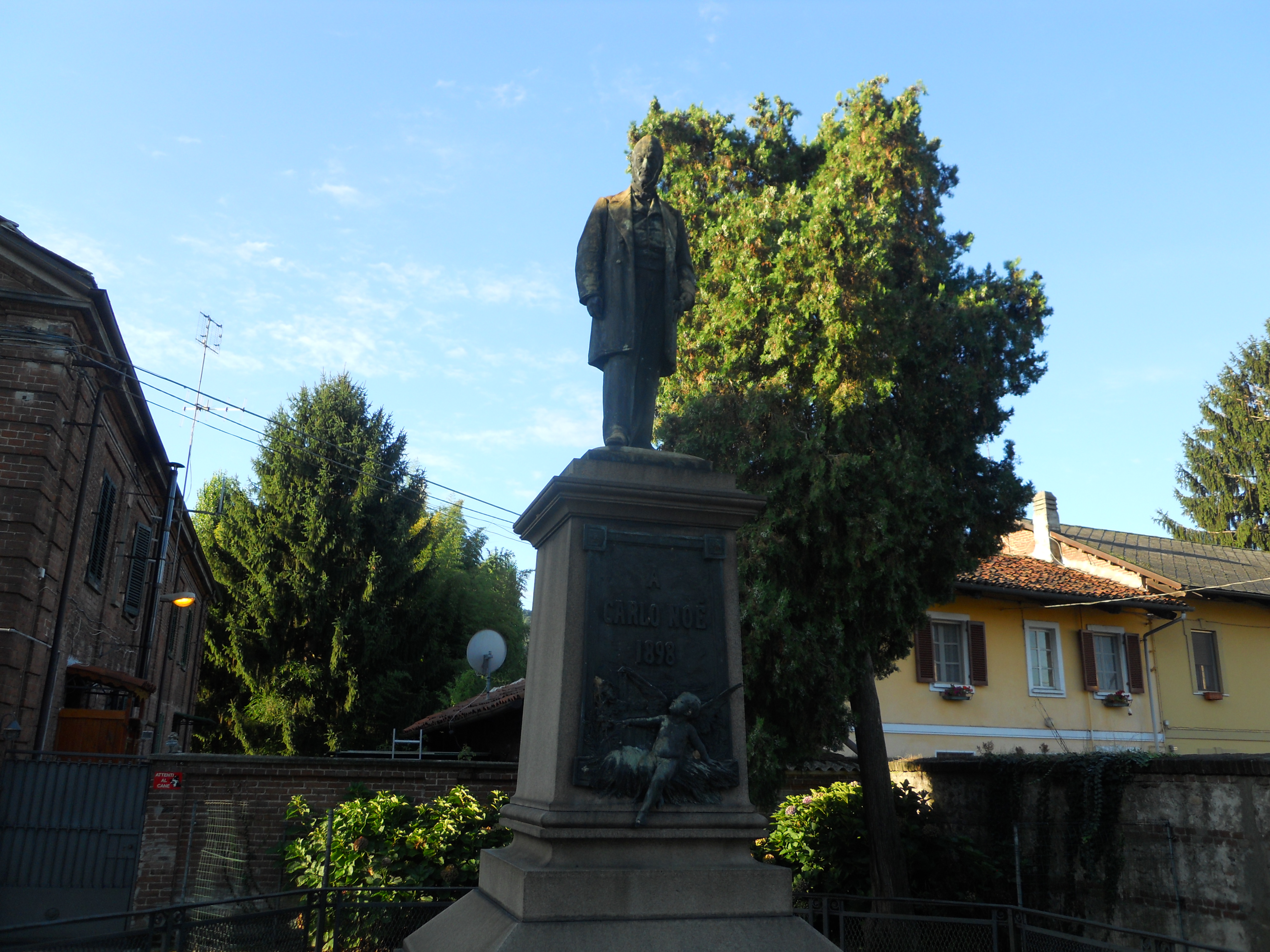
Monumento a Chivasso

Nel 1898 gli fu dedicato un monumento bronzeo a Chivasso, all'imbocco del canale Cavour, realizzato dallo scultore vercellese Francesco Porzio.

## In letteratura
L'allagamento del Vercellese ad opera di Carlo Noè è raccontato dal novarese Romolo Barisonzo nel capitolo Il povero Gyulai e l'alluvione dell'ingegner Noè del testo Fatal Novara (1979).